# Гава (Буркіна-Фасо)
Гава (фр. Gaoua) — місто й міська комуна в Буркіна-Фасо.
Місто розташовано на крайньому південному заході Буркіна-Фасо. Воно є головним містом Південно-Західної області та провінції Поні. Чисельність населення міської комуни становить 52 090 чоловік (станом на 2006), власне у місті Гава, яке адміністративно розділено на 8 секторів, проживають 18 496 чоловік. Чинний мер — Фараєрі Фредерік Да.
Основну частину населення міської комуни складають представники народності лобі. Основним джерелом прибутків місцевих жителів є сільське господарство.
В Гаві розміщується Музей цивілізації південного заходу (Musée des civilisations du sud-ouest).